# Simon Cool
Simon Cool (Amsterdam, 15 juli 1804 - aldaar, 9 oktober 1864) was een Amsterdams doopsgezind commissionair, regent en politicus.
Simon Cool was de zoon van de oorspronkelijk Groningse commissionair Gerrit Cool en de Zwolse Imke Menalda. Hij volgde in de voetsporen van zijn vader, en werd zelf ook commissionair te Amsterdam. In 1851 werd hij gekozen als lid van de Amsterdamse gemeenteraad. Ook was hij luitenant van de Amsterdamse schutterij, regent van de gasthuizen en was hij thesaurier van de Inrichting toevlucht voor behoeftigen, bestuurslid van de Maatschappij tot werkverschaffing aan den spaarzamen ambachtsman, lid van de commissie van administratie over de gevangenissen van Amsterdam (vanaf 1850), voorzitter van het College van regenten van het collegianten weeshuis De Oranje-Appel en penningmeester van het Nederlandsch Genootschap tot zedelijke verbetering van gevangenen (rond 1862).
In 1854 en 1856 was hij verkiesbaar voor de Tweede Kamer der Staten-Generaal, maar uiteindelijk werd hij in 1860 als derde voor het kiesdistrict Amsterdam gekozen met 50,6% van de stemmen. Hij was weliswaar staatkundig liberaal, maar op godsdienstig gebied was hij orthodoxer, waardoor hij kon rekenen op de steun van de kleine groep antirevolutionairen in Amsterdam. In de Tweede Kamer sprak hij onder andere over handel, financiën, koloniën, spoorwegen en het gevangeniswezen. In 1860 behoorde hij tot de meerderheid van de Kamer die tegen de begroting van Koloniën van Minister Rochussen na diverse eerdere schandalen, wat het ontslag van de Minister betekende.
In 1864 bracht Cool samen met de Kamerleden Heemskerk Bz., Blom, Kappeyne van de Coppello en Van Heukelom een initiatiefwet tot stand inzake de schadevergoeding aan slaveneigenaren in West-Indië (Sint Maarten). In 1864 werd hij met 64% van de stemmen als eerste herkozen voor het kiesdistrict Amsterdam. Hij overleed echter voor hij opnieuw als Kamerlid kon worden beëdigd.
Cool was getrouwd op 12 oktober 1831 met Johanna van Coppenaal, met wie hij 3 zonen en 5 dochters kreeg. Ze woonden aan de Amsterdamse Keizersgracht (ten minste omstreeks 1851).